# Vavray-le-Grand
Vavray-le-Grand é uma comuna francesa na região administrativa do Grande Leste, no departamento de Marne. Estende-se por uma área de 7 km², e possui 161 habitantes, segundo o censo de 2018, com uma densidade de 23 hab/km².